# Mackenzie Gray
Alexander Mackenzie Gray (* 22. November 1957 in Toronto) ist ein kanadisch-britischer Schauspieler und Synchronsprecher. 

## Biografisches
Gray wuchs in Toronto auf. Er begann seine Ausbildung in London und schloss diese später an der University of Toronto ab. Erste Erfahrungen als Schauspieler machte Gray zunächst in britischen Independentfilmen, bevor er 1983 mit einer kleinen Rolle in dem kanadischen Film The Wars erstmals in einer nordamerikanischen Produktion mitwirkte. 1998 ließ er sich in Vancouver nieder. 
Als Schauspieler trat Gray in seiner mittlerweile rund 40-jährigen Berufslaufbahn in über 150 Fernseh- und Filmproduktionen in Erscheinung. Daneben ist er außerdem als langjähriger Synchronsprecher aktiv und übernahm Sprecherrollen in Animationsserien wie Stargate Infinity, Ninjago und My Little Pony – Freundschaft ist Magie.

## Verschiedenes
- Gray wirkte mehrfach in Produktionen des Superman-Franchises mit: so spielte er in zwei Folgen von Smallville und in einer Episode von Supergirl mit und war 2013 in Man of Steel als einer von General Zods Handlangern zu sehen.
- Er ist Dozent mit dem Schwerpunkt Acting for Films an der University of British Columbia.
- Er war 4 Jahre lang Mitglied im Vorstand der Academy of Canadian Cinema & Television und 2006 Teil des Komitees bei der Verleihung der Gemini Awards.
- Neben der Schauspielerei ist Gray auch musikalisch aktiv und fungiert als Leadsänger sowie Gitarrist in der kanadischen Rockband The Fridge Stickers.
- Er besitzt sowohl die kanadische als auch die britische Staatsbürgerschaft.

## Filmografie (Auswahl)
- 1992: Nick Knight – Der Vampircop (Fernsehserie, 1 Folge)
- 1993: Auf eigene Faust (Fernsehserie, 1 Folge)
- 1994: Replikator
- 1995: Kung Fu – Im Zeichen des Drachen (Fernsehserie, 1 Folge)
- 1997: Nikita (Fernsehserie, 1 Folge)
- 1997: Dark Ocean – Ein teuflischer Plan
- 1997: Falling Fire – Countdown bis zur Apokalypse
- 1997: Ein Mountie in Chicago (Fernsehserie, 1 Folge)
- 1998: Shepherd – Der Weg zurück
- 1998: Viper (Fernsehserie, 1 Folge)
- 1998–1999: Das Netz – Todesfalle Internet (Fernsehserie, 11 Folgen)
- 1999: The Crow – Die Serie (Fernsehserie, 1 Folge)
- 1999: Outer Limits – Die unbekannte Dimension (Fernsehserie, 1 Folge)
- 1999: Da Vinci’s Inquest (Fernsehserie, 2 Folgen)
- 1999: First Wave – Die Prophezeiung (Fernsehserie, 1 Folge)
- 2000: Fionas Website (Fernsehserie, 1 Folge)
- 2000: Seven Days – Das Tor zur Zeit (Fernsehserie, 1 Folge)
- 2001: Andromeda (Fernsehserie, 1 Folge)
- 2001: Die Unicorn und der Aufstand der Elfen (Voyage of the Unicorn, Fernsehfilm)
- 2002: Babylon 5 – Die Legende der Ranger (Fernsehfilm)
- 2002: X-Factor: Das Unfassbare (Fernsehserie, 1 Folge)
- 2002: Twilight Zone (Fernsehserie, 1 Folge)
- 2003: Hitcher Returns
- 2004: The Collectors (Fernsehserie, 2 Folgen)
- 2005: The L Word – Wenn Frauen Frauen lieben (Fernsehserie, 1 Folge)
- 2006: Kyle XY (Fernsehserie, 1 Folge)
- 2006: Die Tür zur Dunkelheit (Fernsehfilm)
- 2006: Merlin 2 – Der letzte Zauberer (Fernsehfilm)
- 2006–2010: Smallville (Fernsehserie, 2 Folgen)
- 2007: Shooter
- 2007: Supernatural (Fernsehserie, 1 Folge)
- 2008: Psych (Fernsehserie, 1 Folge)
- 2008: Joy Ride 2: Dead Ahead
- 2008: Sanctuary – Wächter der Kreaturen (Fernsehserie, 1 Folge)
- 2009: Das Kabinett des Doktor Parnassus
- 2010: The Bridge (Fernsehserie, 1 Folge)
- 2011: Die Kennedys (Fernsehserie, 1 Folge)
- 2011: Grave Encounters
- 2012: Alcatraz (Fernsehserie, 1 Folge)
- 2012: True Justice (Fernsehserie, 2 Folgen)
- 2013: Fringe – Grenzfälle des FBI (Fernsehserie, 1 Folge)
- 2013: Once Upon a Time – Es war einmal … (Fernsehserie, 1 Folge)
- 2013: Man of Steel
- 2013: Metallica Through the Never
- 2014: Bitten (Fernsehserie, 1 Folge)
- 2015: Fargo (Fernsehserie, 1 Folge)
- 2016: Legends of Tomorrow (Fernsehserie, 1 Folge)
- 2016: Warcraft: The Beginning
- 2016: Dirk Gentlys holistische Detektei (Fernsehserie, 1 Folge)
- 2017: Legion (Fernsehserie, 8 Folgen)
- 2017: Supergirl (Fernsehserie, 1 Folge)
- 2017–2018: Riverdale (Fernsehserie, 3 Folgen)
- 2020: Nancy Drew (Fernsehserie, 1 Folge)